# Trafigura
Trafigura Group Pte. Ltd. er en singaporeansk multinational handelsvirksomhed, der handler olie, gas, energi og metaller. De har over 100 datterselskaber og hovedkontorer i Geneve og Singapore. 